# Пјетралунга
Пјетралунга (итал. Pietralunga) је насеље у Италији у округу Перуђа, региону Умбрија.
Према процени из 2011. у насељу је живело 1276 становника. Насеље се налази на надморској висини од 548 м.

## Становништво
Према резултатима пописа становништва 2011. у општини је живело 2.182 становника.
| 1931. | 1936. | 1951. | 1961. | 1971. | 1981. | 1991. | 2001. | 2011. |
| ----- | ----- | ----- | ----- | ----- | ----- | ----- | ----- | ----- |
| 4.818 | 5.174 | 5.539 | 4.169 | 2.825 | 2.479 | 2.446 | 2.342 | 2.182 |

## Партнерски градови
- Pérenchies